# Lijst van virtualisatiesoftware
De lijst van virtualisatiesoftware bevat software voor virtualisatie van computersystemen.

## Native hypervisor
Een native hypervisor ligt direct op de hardware, dat wil zeggen dat er geen besturingsysteem tussen ligt, hierdoor kunnen er meer bronnen, zoals werkgeheugen, aan de virtuele machines gegeven worden.
- ArchivistaMini
- Adeos
- Citrix Xen
- CP/CMS
- IBM PowerVM for Power-Architecture
- IBM PR/SM
- IBM z/VM
- Logical Domains / Oracle VM Server for SPARC
- LynxSecure
- Microsoft Hyper-V
- SIMMON
- VM2000
- VMware ESX/ESXi (VMware vSphere, vCloud)

## Hosted hypervisor
Een hosted hypervisor spreekt in tegenstelling tot een native niet direct de hardware aan, dit wil zeggen dat er wel een besturingsysteem onder ligt. Dit kunnen er verschillende zijn zoals: Microsoft Windows, Apple macOS en Linux.
- Basilisk II
- bhyve
- Bochs
- DOSBox
- DOSEMU
- Hercules
- Kernel-based Virtual Machine (KVM)
- L4Linux
- LXC
- Linux-VServer
- Mac-on-Linux
- Mac-on-Mac
- Microsoft Virtual PC
- Microsoft Virtual Server
- OpenVZ
- Parallels Desktop for Mac
- Parallels Server for Mac
- Parallels Workstation
- PearPC
- Proxmox VE
- QEMU
- SheepShaver
- Solaris Containers
- Virtual DOS Machine
- VirtualBox
- VMware Fusion
- VMware Workstation Player
- Windows on Windows
- Win4Lin